# Связь в Мариуполе
Связь в Мариуполе представлена ведущими украинскими операторами мобильной связи (Vodafone Украина, Jeans, Экотел, Киевстар, LifeCell, Билайн Украина). В советское время в городе работало 10 АТС, в последнее время добавилось 8 цифровых АТС.
Сейчас действуют следующие АТС:
- Укртелеком: 24, 33, 34, 37, 38, 43, 47, 49, 50, 51, 52, 53, 54, 58;
- Телекоммуникационная группа VEGA (ранее — Фарлеп и Телеком-Украина): 40, 41, 46, 56;

Также существуют внутризаводские станции комбината им. Ильича (АТС-3, 6), Азовмаша (АТС-9), которые имеют «выход в город» через АТС-43.
В 2000-х годах произведена замена следующих мариупольских АТС:
- 35-ХХ-ХХ заменён на 51-ХХ-ХХ (с изменением последних цифр),
- 39-ХХ-ХХ заменён на 43-ХХ-ХХ (без изменения последних цифр),
- 22-ХХ-ХХ заменён на 58-ХХ-ХХ (без изменения последних цифр),
- 23-XX-XX заменён на 58-XX-XX (c изменением последних цифр).

## История
В декабре 1860 года начала работать телеграфная линия Одесса—Ростов, проложенная через Мариуполь. Появилась почтово-телеграфная контора.
В 1895 году в городе начала работать телефонная связь — был приобретён первый коммутатор на 100 номеров.
В июне 1910 года в Мариупольском уезде началась прокладка телефонных проводов и сооружение междугородной линии Мариуполь — Юзовка. Работы проводило Харьковское отделение акционерного общества «Сименс и Гальске».
На 1 января 1912 года в Мариуполе было 316 абонентов телефонной станции.
В июле 1946 года на междугородной телефонной станции были оборудованы две кабины с телефонами для разговоров по заказам, а также установлен таксофон для разговоров по городу.
В сентябре 1943 года после изгнания нацистов из Мариуполя началось восстановление города. К восстановлению электросвязи города первыми приступили военные связисты 10-го ремонтно-восстановительного батальона связи.
В сентябре 2016 праздник 238-летия основания Мариуполя ознаменовался запуском 3G от компании «Киевстар» во всем городе и пригородной зоне.
Начиная с 27 апреля 2017 года компания Vodafone Украина обеспечила 3G-покрытие в Мариуполе.
После боевых действий в Мариуполе 2022 года запустили компания связь Феникс